# مارتین لیدبرگ
مارتین لیدبرگ (به سوئدی: Martin Lidberg) (زاده ۱ فوریه ۱۹۷۳) کشتی گیر بازنشسته کشور سوئد است.